# Kraszewo-Gaczułty (gromada)
Kraszewo-Gaczułty (od 1 I 1959 Raciąż) – dawna gromada, czyli najmniejsza jednostka podziału terytorialnego Polskiej Rzeczypospolitej Ludowej w latach 1954–1972.
Gromady, z gromadzkimi radami narodowymi (GRN) jako organami władzy najniższego stopnia na wsi, funkcjonowały od reformy reorganizującej administrację wiejską przeprowadzonej jesienią 1954 do momentu ich zniesienia z dniem 1 stycznia 1973, tym samym wypierając organizację gminną w latach 1954–1972.
Gromadę Kraszewo-Gaczułty z siedzibą GRN w Kraszewie-Gaczułtach utworzono – jako jedną z 8759 gromad na obszarze Polski – w powiecie sierpeckim w woj. warszawskim, na mocy uchwały nr VI/10/19/54 WRN w Warszawie z dnia 5 października 1954. W skład jednostki weszły obszary dotychczasowych gromad Budy Kraszewskie, Cieciersk, Kraszewo-Falki, Kraszewo-Gaczułty, Kraszewo-Rory, Kraszewo-Sławęcin, Żukowo-Strusie i Żukowo-Wawrzonki (sprostowano pisownię większości tych gromad w erracie()) ze zniesionej gminy Raciąż oraz obszary dotychczasowych gromad Kraszewo-Czubaki i Kraszewo Podborne ze zniesionej gminy Koziebrody w tymże powiecie. Dla gromady ustalono 17 członków gromadzkiej rady narodowej.
Gromadę zniesiono 1 stycznia 1959 w związku z przeniesieniem siedziby GRN z Kraszewa-Gaczułt do Raciąża i zmianą nazwy jednostki na gromada Raciąż.